# Real Betis Balompié 2006-2007
Questa pagina raccoglie i dati riguardanti il Real Betis Balompié nelle competizioni ufficiali della stagione 2006-2007.

## Stagione
Il Real Betis finisce al sedicesimo posto in classifica.
In Coppa del Rey arriva ai quarti di finale.

## Maglie e sponsor
- Kappa

## Rosa
| N. |                    | Ruolo | Calciatore              |
| -- | ------------------ | ----- | ----------------------- |
| 2  | Spagna (bandiera)  | D     | Nano                    |
| 3  | Uruguay (bandiera) | D     | Alejandro Lembo         |
| 4  | Spagna (bandiera)  | D     | Juanito                 |
| 5  | Spagna (bandiera)  | D     | David Rivas             |
| 6  | Spagna (bandiera)  | A     | Daniel Martín Alexandre |
| 7  | Spagna (bandiera)  | A     | Rivera                  |
| 8  | Spagna (bandiera)  | C     | Arzu                    |
| 9  | Spagna (bandiera)  | C     | Fernando                |
| 10 | Spagna (bandiera)  | C     | Fernando Vega           |
| 11 | Brasile (bandiera) | C     | Robertt                 |
| 12 | Brasile (bandiera) | A     | Rafael Sóbis            |
| 13 | Spagna (bandiera)  | P     | Pedro Contreras         |
| 14 | Spagna (bandiera)  | C     | Capi                    |
| 17 | Spagna (bandiera)  | D     | Isidoro                 |

| N. |                      | Ruolo | Calciatore             |
| -- | -------------------- | ----- | ---------------------- |
| 19 | Spagna (bandiera)    | C     | Israel                 |
| 20 | Brasile (bandiera)   | C     | Marcos Assunção        |
| 22 | Italia (bandiera)    | D     | Paolo Castellini       |
| 24 | Brasile (bandiera)   | A     | Edú                    |
| 25 | Spagna (bandiera)    | C     | Oscar López Hernández  |
| 26 | Spagna (bandiera)    | P     | Juande                 |
| 27 | Spagna (bandiera)    | D     | Melli                  |
| 28 | Spagna (bandiera)    | A     | Francisco Javier Muñoz |
| 30 | Spagna (bandiera)    | P     | Toni Doblas            |
|    | Slovenia (bandiera)  | D     | Branko Ilič            |
|    | Argentina (bandiera) | A     | Juan Pablo Caffa       |
|    | Svizzera (bandiera)  | C     | Johann Vogel           |
|    | Francia (bandiera)   | C     | Fabrice Pancrate       |
|    | Brasile (bandiera)   | A     | Jorge Wagner           |
|    | Spagna (bandiera)    | D     | Enrique Romero         |
|    | Germania (bandiera)  | C     | David Odonkor          |